# Cycas cupida
Cycas cupida é uma espécie de cicadófita do género Cycas da família Cycadaceae, nativa de Queensland, Austrália. Esta espécie foi descrita em 2001.